# Бундорф
Бундорф (њем. Bundorf) општина је у њемачкој савезној држави Баварска. Једно је од 26 општинских средишта округа Хасберге. Према процјени из 2010. у општини је живјело 915 становника. Посједује регионалну шифру (AGS) 9674120.

## Географски и демографски подаци
Бундорф се налази у савезној држави Баварска у округу Хасберге. Општина се налази на надморској висини од 326 метара. Површина општине износи 40,2 km². У самом мјесту је, према процјени из 2010. године, живјело 915 становника. Просјечна густина становништва износи 23 становника/km².